# Бильстам, Анника
Анника Бильстам (швед. Annika Billstam; 8 марта 1976) — шведская ориентировщица, чемпионка мира 2011 года по спортивному ориентированию на длинной дистанции.
Анника из Стокгольма, начала заниматься ориентированием в 8 лет. В юношеском возрасте не показывала высоких результатов и, когда ей было 17 лет, решила «завязать» с ориентированием и до 25 лет ничто со спортом её не связывало. Позднее своё решение она объясняла так:
Я не знаю, почему я забросила спорт. Это просто произошло и все. Учёба и другие интересы имели в моей жизни тогда бо́льший приоритет.
Весной 2001 года она узнала, что около её колледжа в Уппсале будут проходить соревнования по ориентированию и решила принять в них участие. Эти соревнования она не выиграла, проиграв победителю более 10 минут, но, по её признанию, снова ощутила удовольствие от ориентирования и поняла, что упускает в жизни что то очень важное. В том же году Анника Бильстам приняла участие в чемпионате Швеции и постепенно становилась все сильнее и сильнее.
Впервые попала на подиум чемпионатов мира в 2007 году в Киеве, где в составе сборной команды Швеции выиграла серебряные медали в эстафете,
уступив только сборной Финляндии.
Через год на чемпионате мира в Чехии завоевала свою первую индивидуальную медаль чемпионатов мира.
Длинную дистанцию длиной 11.9 км с 24 контрольными пунктами Анника преодолела с третьим результатом,
уступив только хозяйке чемпионата чешке Дане Брожковой и норвежке Марианне Андерсен.
В 35 лет Анника Бильстам выиграла свою первую золотую медаль чемпионатов мира. Произошло это в августе 2011 года на чемпионате мира  во Франции. Двумя месяцами ранее она выиграла свой первый этап Кубка мира.

## Личная жизнь
C лета 2011 года встречается с Тьерри Жоржиу. Их отношения стали достоянием общественности во время чемпионата мира во Франции, когда в один день Анника и Тьерри выиграли свои забеги в финалах на длинной дистанции. Их эмоции после финиша наблюдали телезрители. По признанию Анники она очень многое почерпнула от Тьерри в плане подготовки и тренировок. Они вместе проводят тренировки и ездят на соревнования, но пока не планируют жить вместе.